# Честър Бенингтън
Честър Чарлс Бенингтън (на английски: Chester Charles Bennington) (20 март 1976 г. – 20 юли 2017 г.) е американски вокалист. На широката публика той е известен като фронтмен на алтърнатив рок групата Линкин Парк.

## Биография

### Произход и юношество
Бенингтън е роден във Финикс, Аризона. Той е най-малкото от четири деца в семейството. Често казва: „Пея, откакто съм роден. Имам много видеокасети, заснели как, още на 4 годинки, обикалям къщата и пея странни песнички. Пеенето е било винаги важна част от моя живот и съм много доволен, че мога да показвам таланта си по този начин...“. Родителите му се развеждат в края на 80-те години, докато той все още е малък. Преди родителите му да се разделят, семейството му се мести от Аризона в Scottsdale, Tolleson, Tempe и други. „Бях атлетично дете, но в един момент спря да ми пука за това. Спрях да се справям добре с училището. Започнах да пуша и да ходя по партита“. На 11 години остава с баща си, който е полицай и детектив. Бенингтън посещава Centennial High School, Greenway High School, по-късно посещава и Washington High School. Като по-млад е имал работа в кафене. Казва, че работата му е била единственото нещо, което го е поддържало през тези години. По-късно в младостта си се пристрастява към кокаин и метамфетамин. Работи в ресторант на Burger King преди да започне кариерата си на професионален музикант.
Преди да се присъедини към Linkin Park, Бенингтън е вокалист на Grey Daze. По това време работи на половин ден в Burger King, а вечерите репетира с групата. Не може да си позволи кола, даже колело и използва скейтборд за транспорт. Бенингтън чувства, че не взима достатъчно пари и по взаимно съгласие на членовете на групата, той я напуска през 1998. След напускането си той не успява да открие друга група, към която да се присъедини. Почти решил да прекрати музикалната си кариера, той получава предложение за прослушване за Linkin Park, тогава наричащи се Hybrid Theory.

### Линкин Парк
През 1998 Xero (по-късно наречени Linkin Park) го канят да стане техен вокалист, изпращайки му демо запис. Групата е впечатлена от гласовите му способности и го моли да отиде в Лос Анджелис за прослушване на живо. На прослушването няколко други потенциални вокалисти се съревновават с него, но в крайна сметка той бива избран. След това Xero е преименувана на Hybrid Theory и записва албума Hybrid Theory EP, който включвал песните Carousel, Technique (Short), Step Up, And One, High Voltage и Part Of Me. Групата привлича вниманието на няколко звукозаписни студия и подписва договор с Warner Bros. Records.
Заради авторските права на британската група Hybrid те са принудени да променят името си. Бенингтън предлага Linkin Park, защото след студийните записи той пътува през Lincoln Park в Санта Моника. Групата записва първия си албум Hybrid Theory през 1999 и 2000. Той е издаден на 24 октомври 2000 и включва хитовете In The End и Crawling. Hybrid Theory е продаден в над 20 милиона копия по целия свят. През 2002 Linkin Park издават албума-ремикс Reanimation, съдържащ и ремикси от Hybrid Theory. След това групата записва следващия си албум Meteora, включващ хитове като Somewhere I Belong. Майк Шинода написва песента Breaking the Habit, която напомня на Бенингтън за миналото му и на много пъти го довежда до сълзи. Тя излиза като сингъл през Юни 2004 и е включена в албума Meteora. След това групата реализира и техния албум със записи от живо изпълнение – Live in Texas и смесен албум с Jay-Z – Collision Course. През 2007 Linkin Park издават третия си студиен албум „Minutes to Midnight“, който бива продаден в над 7.5 милионен тираж по целия свят, като само в САЩ е обявен за два пъти платинен. Бенингтън описва новия им албум като „различен от предишните, с хардрок и хип—хоп“.

### Личен Живот
Бенингтън има шест деца. Едно дете на име Джейми от предишна връзка с Елка Бранд. Също осиновява сина си Исая. Бенингтън се жени за първата си съпруга – Саманта, на 31 октомври, 1996 г. Те имат едно дете – Дрейвън Себастиан, който се ражда на 19 април, 2002 г. След като се развежда с първата си съпруга, Бенингтън се жени за Талинда Бентли, бивш модел на Плейбой, от която има три деца – Тайлър Лий и близнаците Лили и Лила (родени през 2011). Заедно със семейството си живее в къща в Нюпорт Бийч, Ориндж Каунти. Бенингтън участва във филма Огън в Кръвта (на английски: Crank). Бенингтън също е отявлен почитател на пиърсинга и татуировките. През 1995, той и основателят на групата Grey Daze, Sean Dowdell, откриват клуб за татуировки, Club Tattoo в Аризона. Сега те са партньори и имат верига от 3 клуба за татуировки в Аризона. Много известни личности като членовете на Hoobastank, David Boston от Аризона Кардиналс и самият Бенингтън са си правили татуировки там.
На 20 юли 2017 г., малко преди 9 ч. сутринта местно време (около 19 ч. българско време), е намерен мъртъв в частния си имот в Лос Анджелис. Причината за смъртта е самоубийство чрез обесване. Самият той е признал в интервю, че като по-млад е правил опити за самоубийство и приемал наркотици поради тежка травма в детските му години, в които се смята, че е бил малтретиран сексуално.